# I Am Your Woman
I Am Your Woman è il singolo di debutto della cantante svedese Zandra, pubblicato a settembre 2004 su etichetta discografica Playground Music Scandinavia come primo estratto dal suo album eponimo.

## Tracce
Testi e musiche di Peter Bergström e Richard Schultzberg.
1. I Am Your Woman (Radio Edit) – 3:58

## Classifiche
| Classifica (2004) | Posizione massima |
| ----------------- | ----------------- |
| Svezia            | 27                |